# Observatori de Siding Spring
L'observatori de Siding Spring és un observatori astronòmic a prop de Coonabarabran, Nova Gal·les del Sud, Austràlia, part del Research School of Astronomy & Astrophysics (RSAA) de la Universitat Nacional Australiana (ANU), que incorpora el Telescopi angloaustralià juntament amb una col·lecció d'altres telescopis propietat de la d'aquesta universitat, la Universitat de Nova Gal·les del Sud i altres institucions.
L'observatori està situat a 1165 m sobre el nivell del mal al Warrumbungle National Park del Mont Woorat, també conegut com a Siding Spring Mountain. L'observatori de Siding Spring és propietat d'Universitat Nacional Australiana (ANU) i és part d'escola d'investigació dels Observatoris de Mount Stromlo i Siding Spring. Actualment hi ha 12 telescopis. Figura en la Llista de codis d'observatoris del Minor Planet Center amb el codi 413.

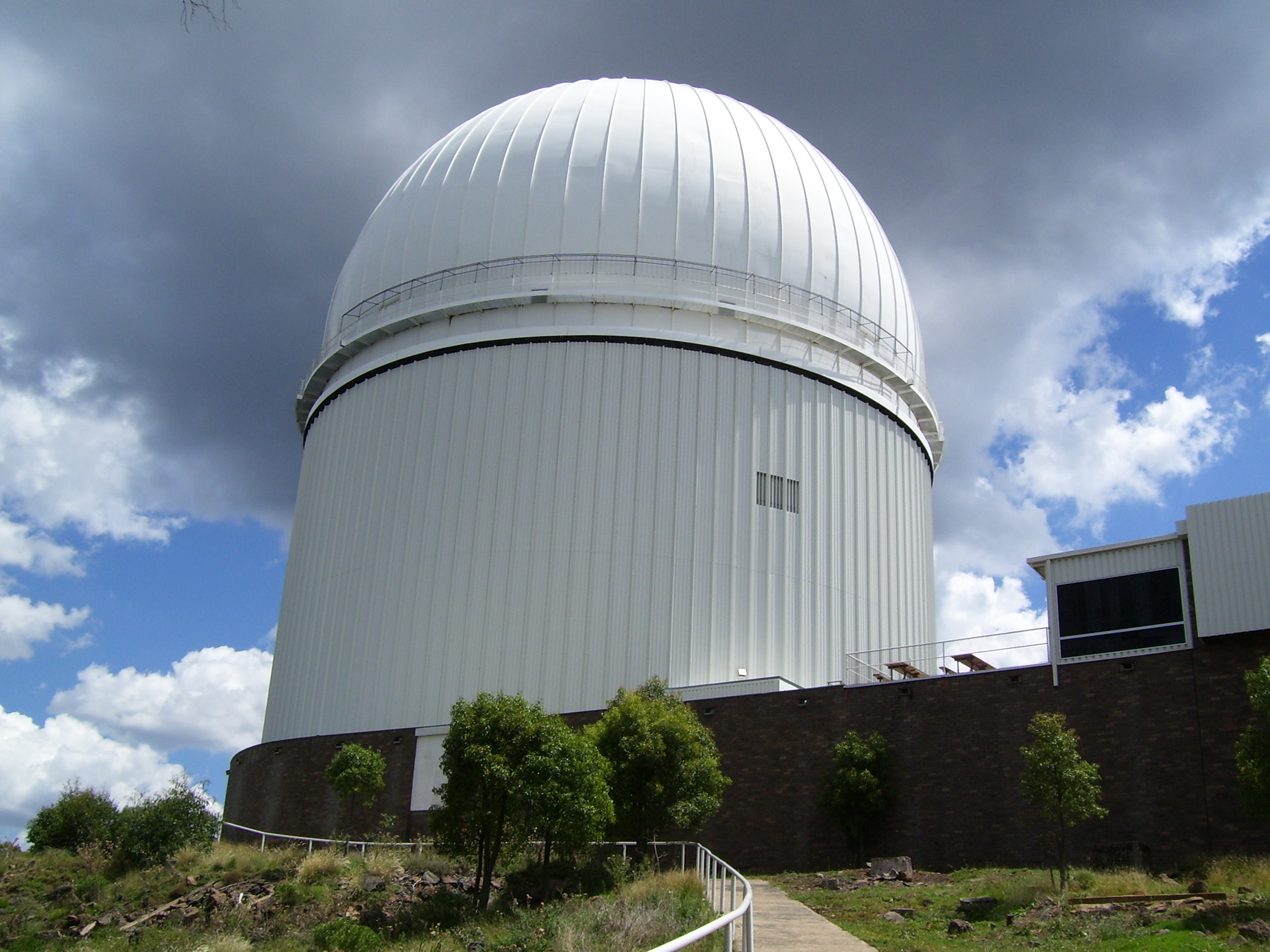
Cúpula del Telescopi angloaustralià, un dels dotze telescopis instal·lats a la muntanya de Siding Spring.

L'Observatori de Mount Stromlo original va ser creat pel Govern de la Commonwealth el 1924. Després de subministrar components òptics als militars a la Segona Guerra Mundial, l'èmfasi en la investigació astronòmica va canviar a la fi de la dècada dels anys 40 des d'investigació solar a estel·lar. Entre el 1953 i el 1974, el telescopi reflector d'1,9 m de Mount Stromlo va ser el telescopi òptic més gran d'Austràlia.
Entrada la dècada de 1950, les llums artificials de Canberra il·luminaven el cel a la Muntanya Stromlo fins al punt que molts objectes astronòmics fossin desclarits a causa de la contaminació lumínica. La zona de Siding Spring va ser seleccionat per l'ANU el 1962 entre molts altres llocs possibles pels seus cels foscos i sense núvols. A mitjan dècada de 1960 l'ANU havia establert tres telescopis, juntament amb instal·lacions de suport, com ara carreteres asfaltades, allotjament per al personal, l'electricitat i aigua. El 1984, el primer ministre, Bob Hawke, va inaugurar el telescopi més gran de l'ANU, de baix cost i amb el telescopi innovador de 2,3 m d'obertura, ubicat en una simple cúpula cuboida en rotació.
Des de la dècada de 1950, i independentment dels esdeveniments a Siding Spring, els governs australians i britànics han estat negociant sobre la construcció d'un telescopi molt gran. Quan aquestes negociacions, finalment es va convertir en realitat el 1969, la infraestructura de l'Observatori Siding Spring ja era construïda, i era obvi que en aquest lloc s'ubiqués el Telescopi Angloaustralià (Anglo-Australian Telescope o AAT) amb obertura de 4 metres.
En les construccions de l'AAT en la dècada de 1970, el Science Research Council britànic també va construir el Telescopi Schmidt anglès, a 1 km al nord-est de la cúpula de l'AAT. El camp de visió considerablement més ampli pel disseny òptic del Schmidt fa complementar l'AAT, en què les grans àrees de cel poden ser objecte de reconeixement amb més rapidesa. Els objectes més interessants així com els descoberts s'estudien amb més detall en l'instrument més gran. El 1987, el Telescopi Schmidt es va fusionar amb l'AAT.
L'observatori de Siding Spring també alberga telescopis de Korea, Las Cumbres Global Telescope Network i la Universitat de Nova Gal·les del Sud. El 1990, la instal·lació de seguiment de satèl·lits terrestres de l'Observatori Reial de Greenwich es va tancar després de 10 anys de funcionament.

## Visitants
Hi ha una galeria de visitants amb àrea d'exposició oberta al públic, que també incorpora una cafeteria i una botiga de souvenirs. Aquest centre està obert de dilluns a divendres de 9:30 am a 4 pm i els caps de setmana i dies festius és obert al públic de 10 am a 2 pm. El centre és tancat el Divendres Sant i el Dia de Nadal. L'accés a la zona del telescopi angloaustralià és obert de 9.30 a 3.45 pm cada dia. L'accés és a través del centre de visitants. Durant les vacances escolars del NSW, s'ofereixen visites guiades virtuals. Els grups de més de 15 adults poden sol·licitar caminar o autobús del Behind the Scenes.
Es fa anualment una jornada de portes obertes en el segon diumenge d'octubre, on els visitants podran conèixer als astrònoms, veure l'interior de diversos dels telescopis que estan oberts al públic en aquest dia.

## Telescopis a Siding Spring
- Telescopi angloaustralià (AAO) de 3,9 m
- Telescopi Schmidt anglès (AAO) d'1,24 m
- Telescopi Sud de Faulkes (LCOGT) de 2,0 m
- Telescopi SkyMapper (ANU) d'1,3 m
- Telescopi de Tecnologia Avançada (ANU) de 2,3 m
- HAT-South Telescope Network (ANU, CfA, MPIA)[4]
- Solaris Telescope[5](Nicolas Copernicus Astronomical Centre - Polònia[6])
- Telescopi Schmidt Uppsala del Sud (ANU) de 0,5 m
- Telescopi Patrullador Automatitzat (UNSW) de 0,5 m
- 0.45 m ROTSE IIIa, Robotic Optical Transit Search Experiment (UNSW)
- Korean YSTAR Telescope (Korean Southern Observatory)
- Telescopi de 40 polzades (ANU – fora de servei)
- Telescopi de 24 polzades (ANU – fora de servei)
- Telescopi de 16 polzades (ANU – fora de servei)